# دنیا (فیلم، ۱۹۴۶)
دنیا (انگلیسی: Dunia) یک فیلم به کارگردانی محمد کریم است که در سال ۱۹۴۶ منتشر شد.